# Akumulacja (geologia)

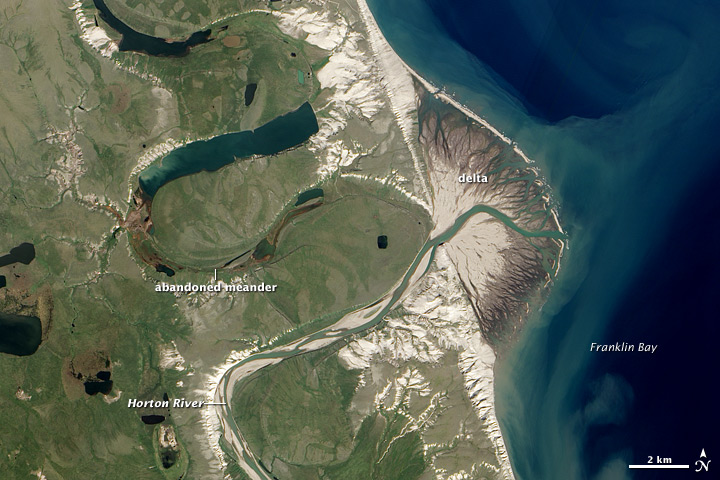
Ujście rzeki Horton River z nagromadzonym osadem

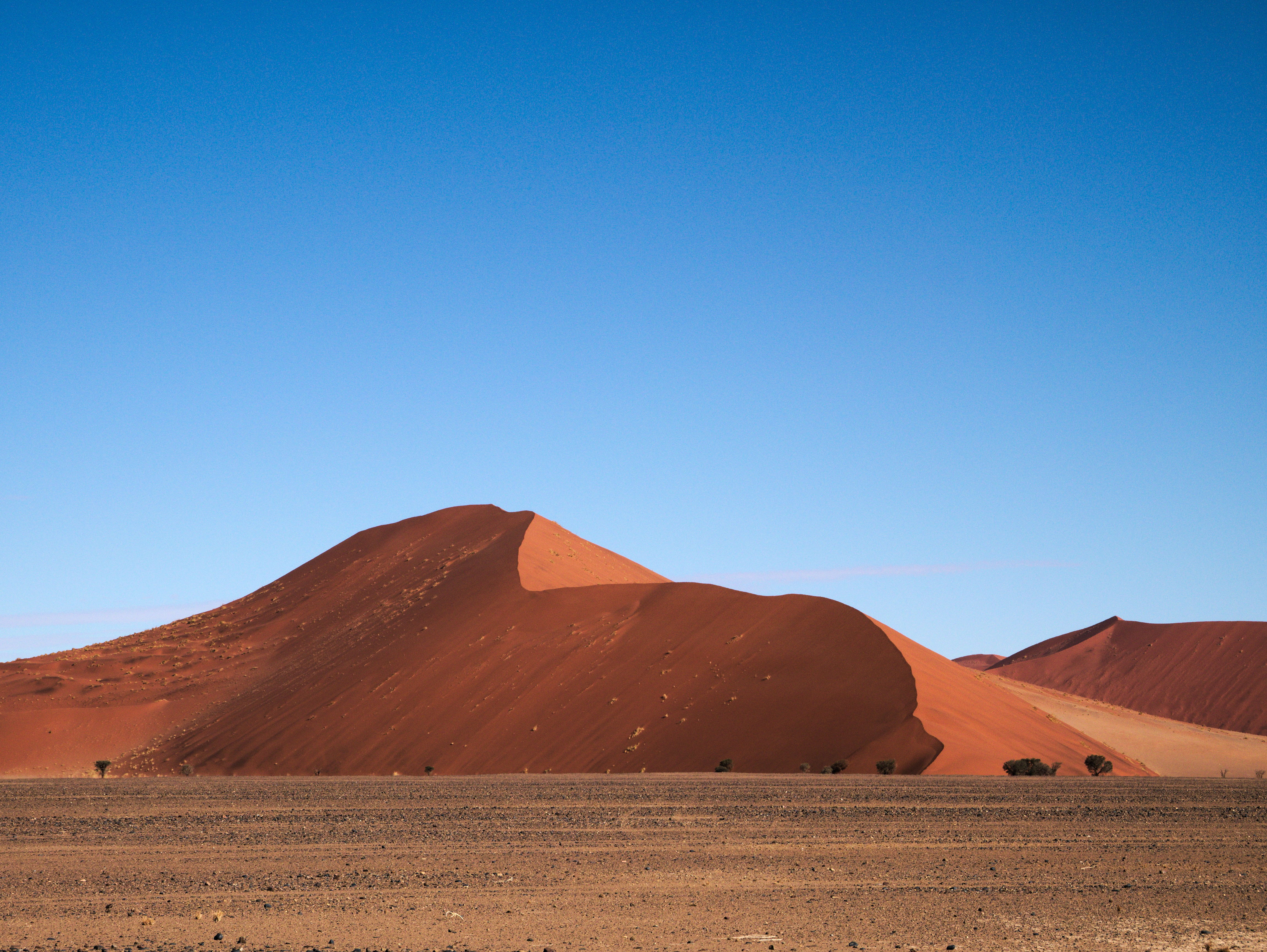
Wydma w Parku Narodowym Namib-Naukluft

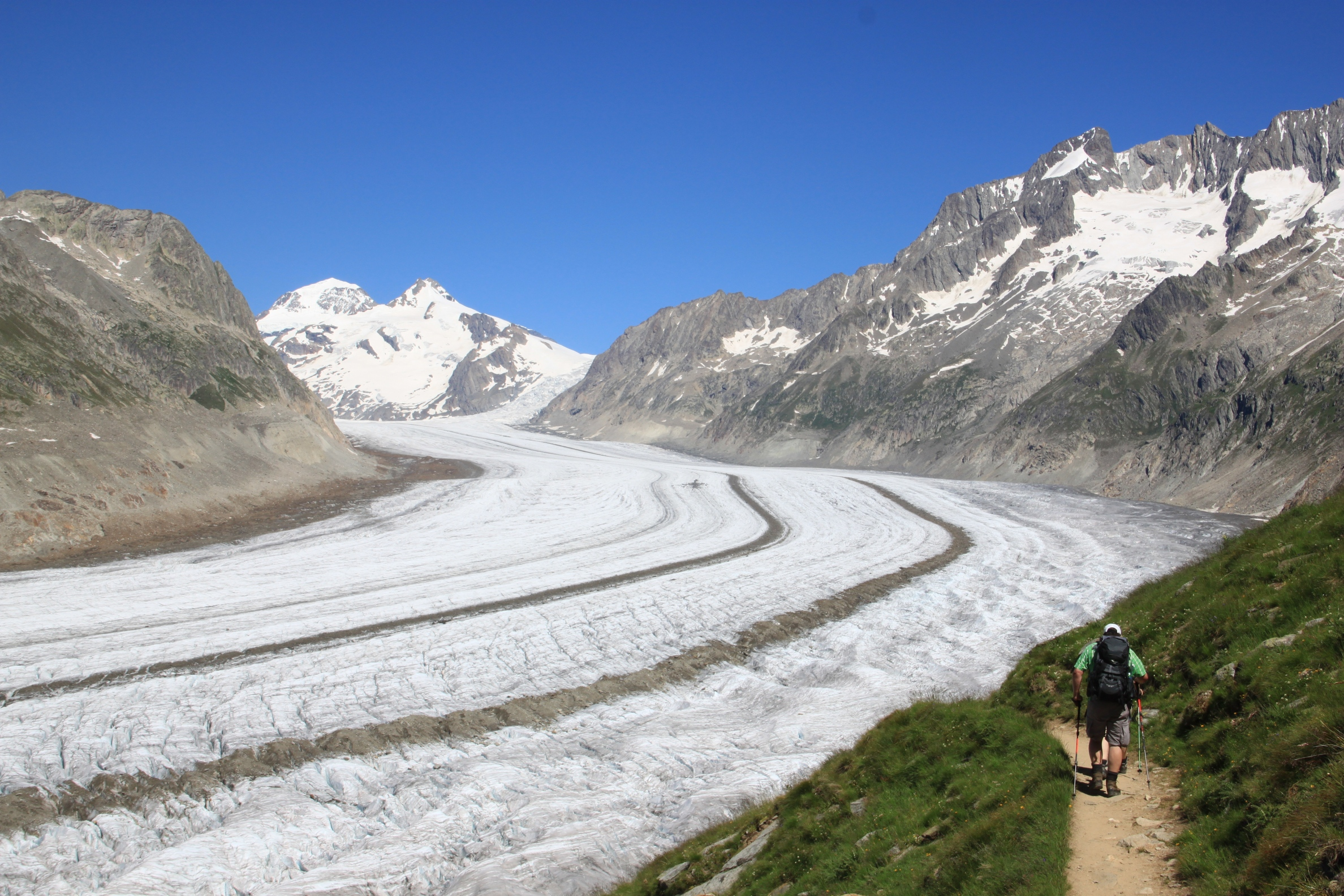
Lodowiec Aletschgletscher z widoczną akumulacją materiału skalnego

Akumulacja, agradacja, depozycja, nakładanie, namywanie, nanoszenie – geologiczny proces gromadzenia się osadów (okruchów mineralnych, skał, cząstek roślin i zwierząt, lodu) na dnie zagłębień terenu.
Zachodzi w wyniku działania:
- wody (zobacz: akumulacja rzeczna),
- wiatru (wiatr, napotykając na swej drodze przeszkodę, rozpoczyna akumulację materiału skalnego w postaci odsypów, wałów, wydm. Najbliżej miejsc wywiewania osadzają się piaski, począwszy od gruboziarnistych do coraz drobniejszych, a najdalej pyły – zobacz: akumulacja eoliczna),
- lodowca (akumulacja lodowcowa i rzeczno-lodowcowa, podstokowa oraz eoliczna).

Akumulacja materiału skalnego zależy od rzeźby terenu, zmian wilgotności klimatu i roślinności znajdującej się na danym obszarze.